# Terra Sancta Museum
Terra Sancta Museum – zespół muzeów zarządzanych przez Kustodię Ziemi Świętej i zlokalizowanych w Starym Mieście Jerozolimy. Swoje początki ma w „Muzeum Ojców Franciszkanów” otwartym w 1902 roku w celu eksponowania wyników badań archeologicznych prowadzonych w Ziemi Świętej przez Studium Biblicum Franciscanum. Dziś obejmuje Muzeum Archeologiczne Ziemi Świętej mieszczące się przy Kaplicy Biczowania Pana Jezusa (Flagellazione) oraz Muzeum Sztuki i Historii Ziemi Świętej mieszczące się przy klasztorze Najświętszego Zbawiciela (San Salvatore).

## Terra Sancta Museum – SBF Archaeological Museum
Jako następca pierwotnego muzeum założonego w Jerozolimie w 1902 roku przez kustosza Frediano Gianniniego, obecne muzeum prezentuje historię Ziemi Świętej i początki chrześcijaństwa poprzez ekspozycję znalezisk z wykopalisk prowadzonych przez archeologów franciszkańskich z SBF, a także przedmioty ofiarowane muzeum.
Zbiory muzeum prezentowane są w trzech działach:
- Sala „Via Dolorosa” oferuje multimedialną prezentację, która w ciągu 15 minut pozwala prześledzić ponad 2000 lat historii Jerozolimy, a jej akcja rozgrywa się na obszarze archeologicznym tradycyjnie określanym jako Twierdza Antonia i Pretorium Piłata[11].

- „Skrzydło Sallera”, nazwane na cześć ojca Sylwestra Sallera OFM, archeologa i pierwszego dyrektora muzeum przy Sanktuarium Biczowania, oferuje muzeograficzną podróż skupioną na życiu Jezusa Chrystusa, prezentującą eksponaty od Nazaretu po Grób Święty w Jerozolimie. Zawiera także zbiór znalezisk archeologicznych od epoki brązu po okres krzyżowców[12].

- „Skrzydło Corbo”, poświęcone franciszkańskiemu uczonemu i archeologowi, ojcu Virgiliowi Corbie OFM, poświęcone jest instytucjom politycznym i życiu codziennemu w okresie Nowego Testamentu, a także wczesnemu ruchowi monastycznemu w Ziemi Świętej. Na pierwszym piętrze znajdują się także inskrypcje, bizantyjskie lampy oliwne, eksponaty z brązu czy szkła, kolekcja egipska i eksponaty sztuki chrześcijańskiej, żydowskiej i islamskiej[13].

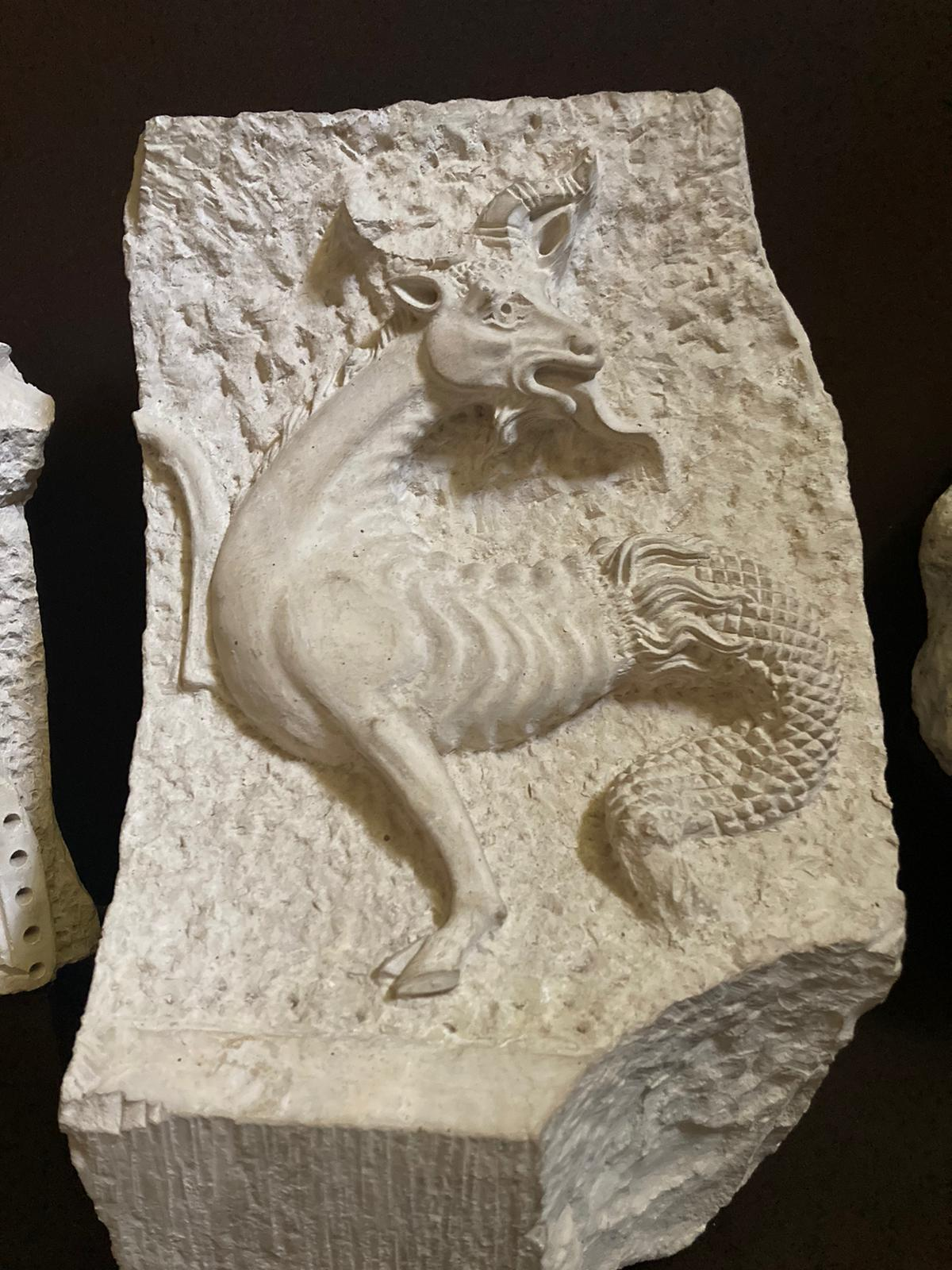
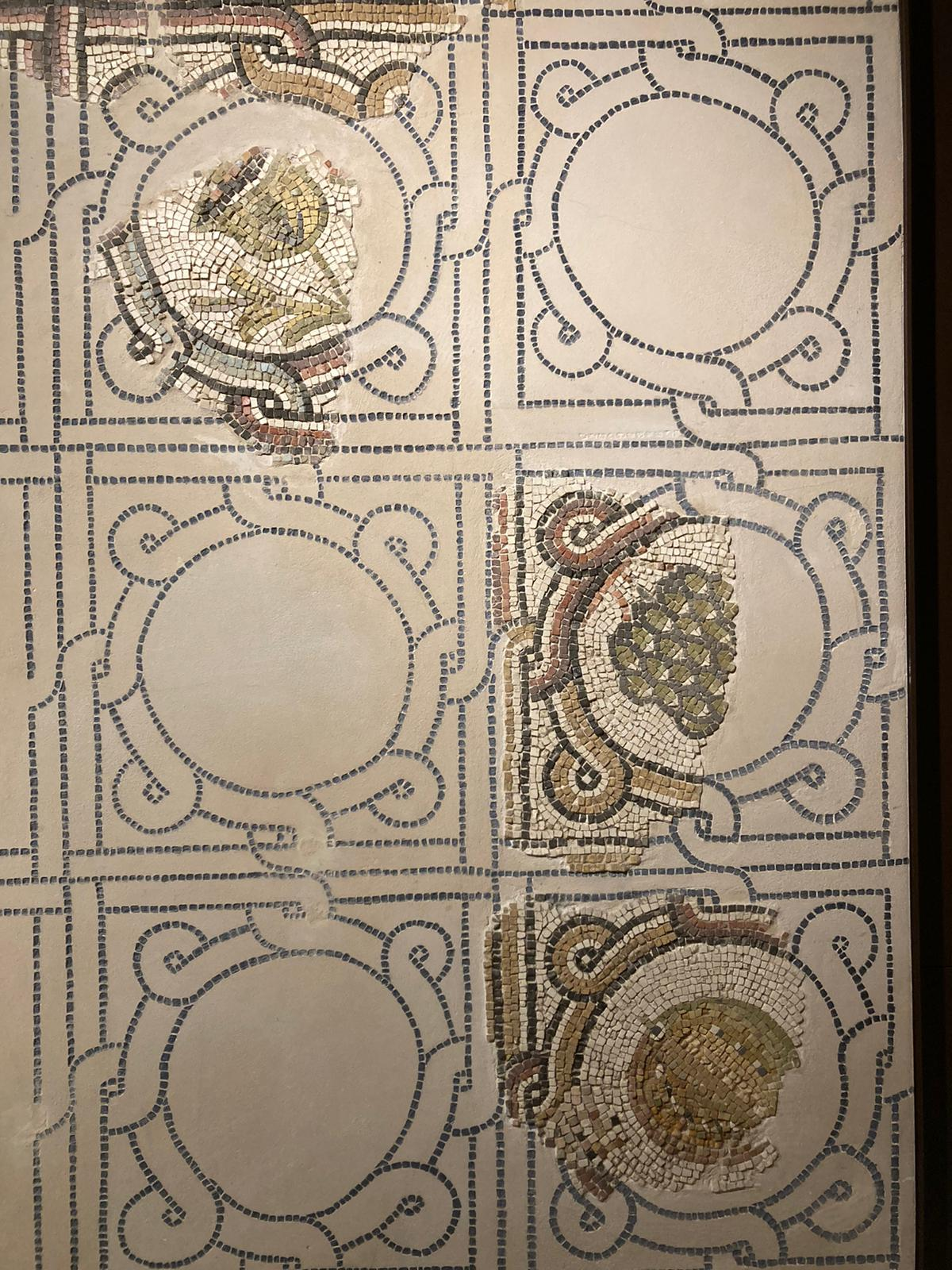
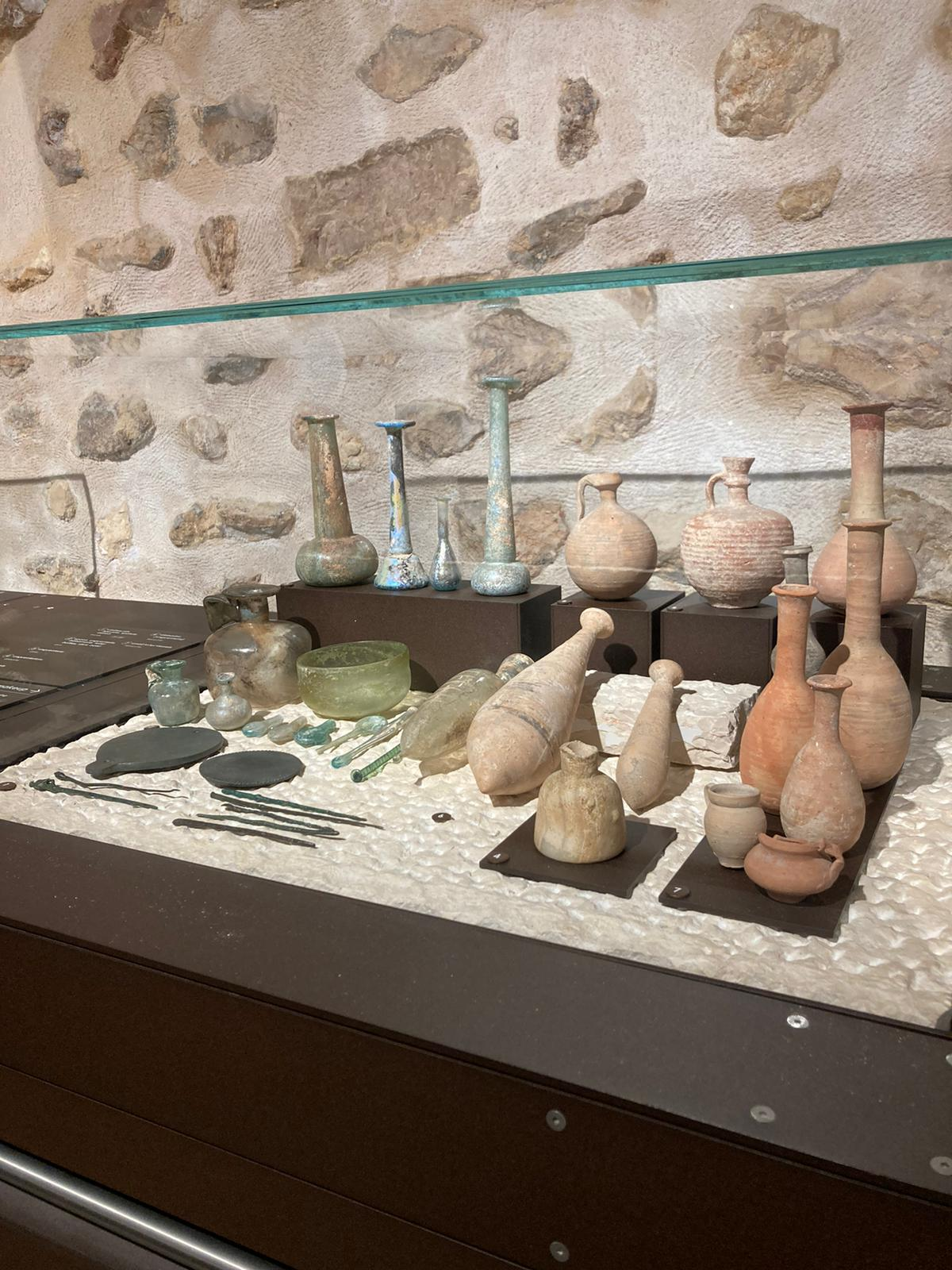
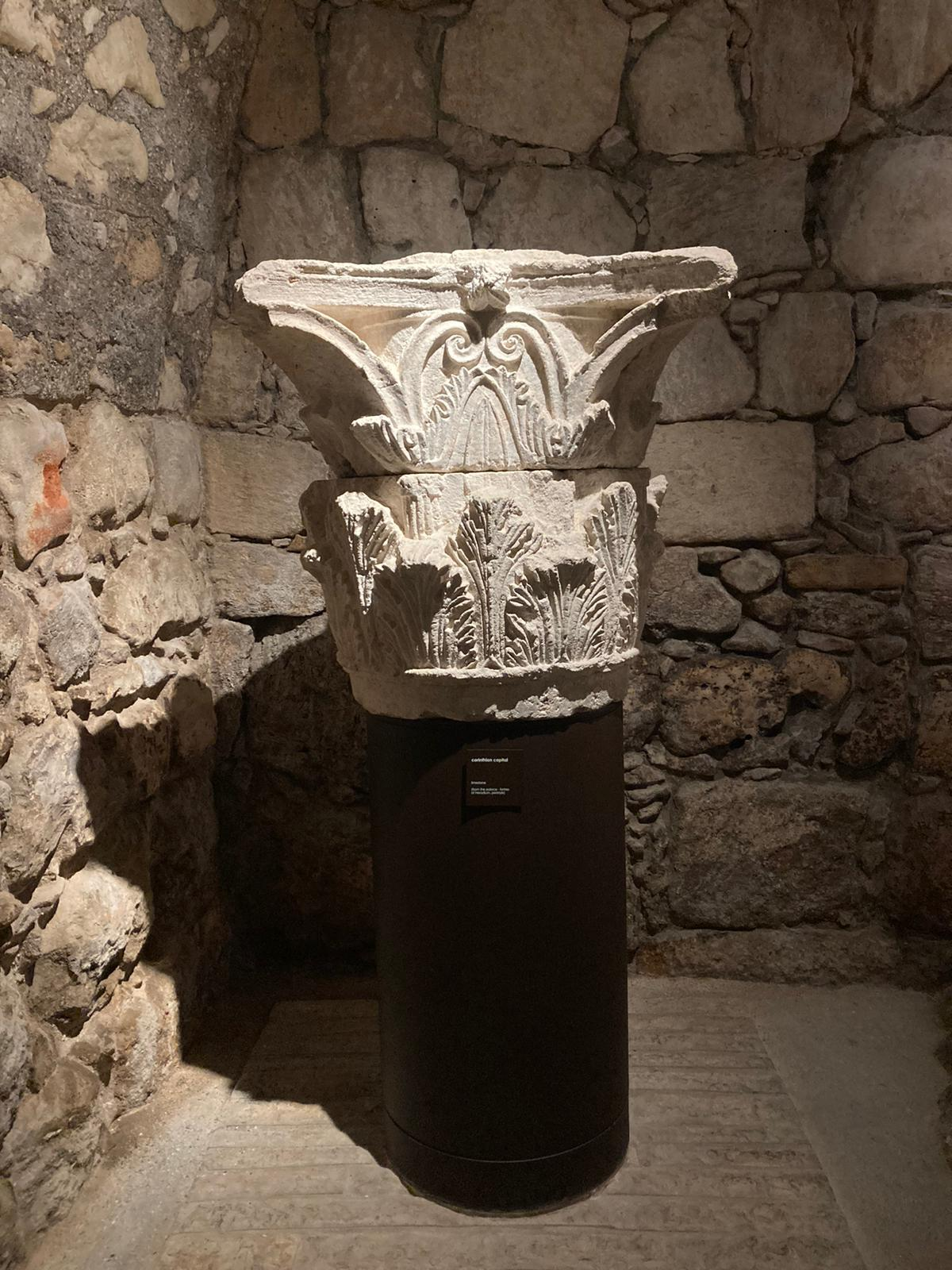
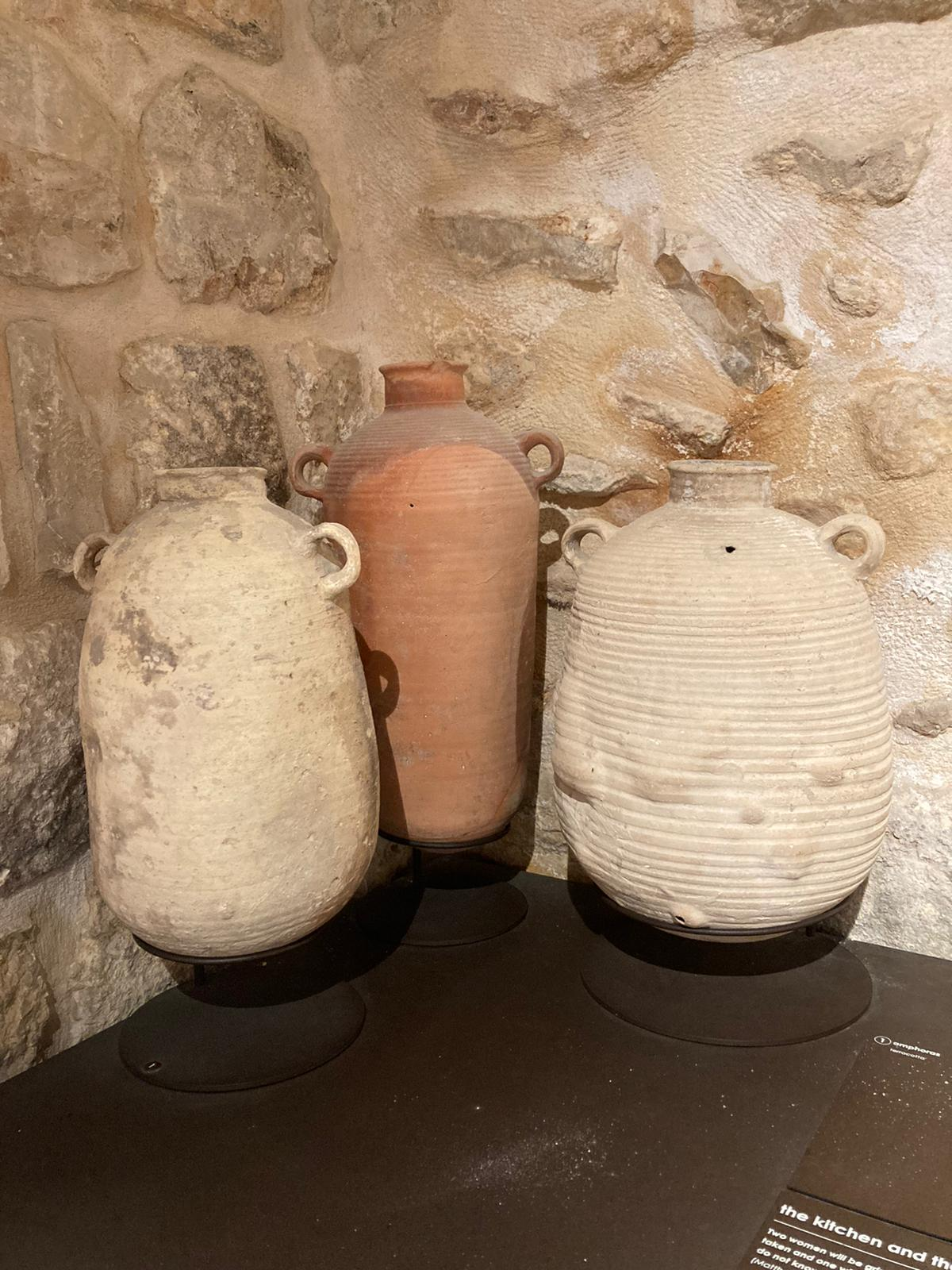
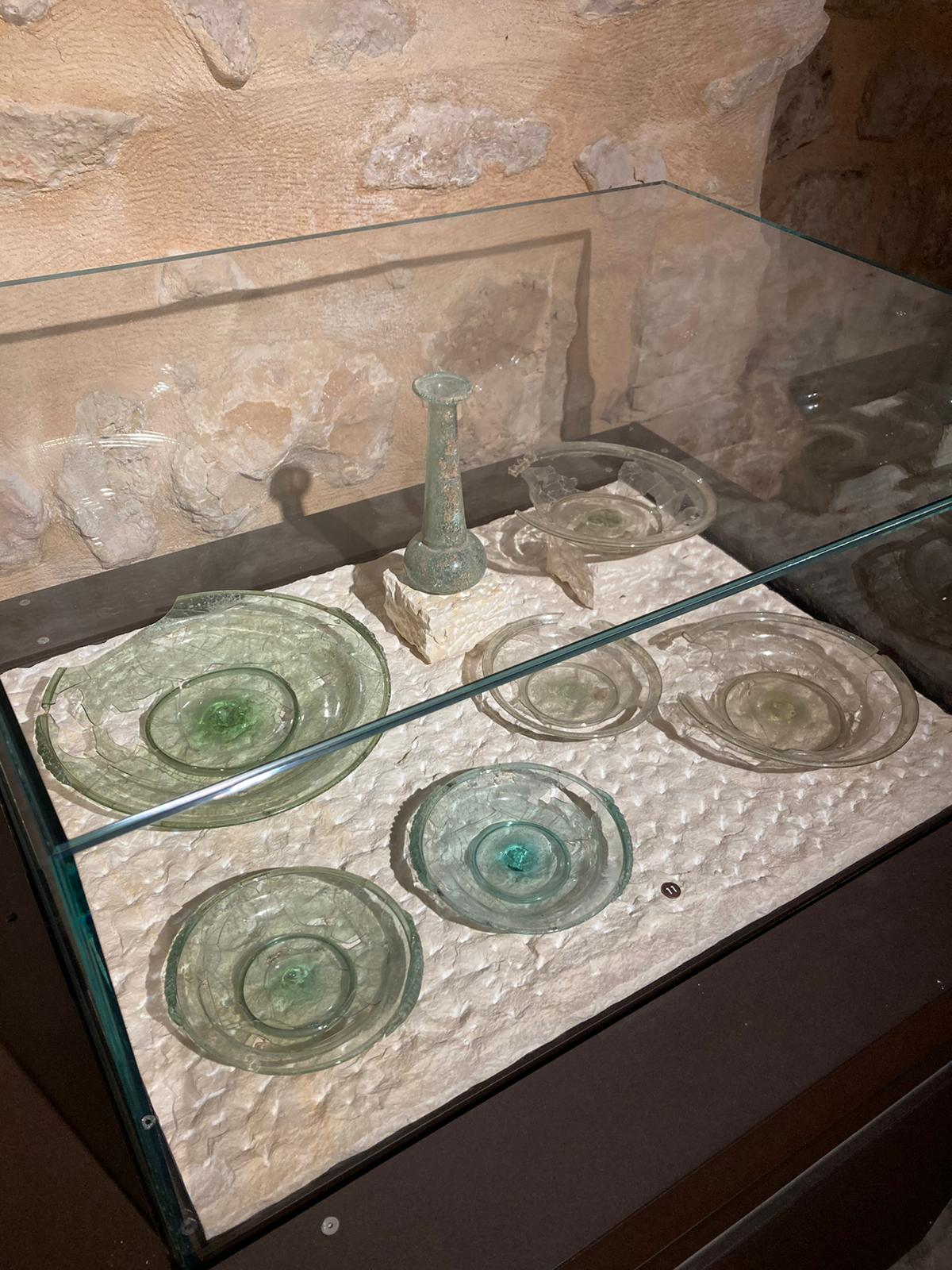

## Terra Sancta Museum – Art and History
Muzeum jest obecnie w fazie budowie przy klasztorze Najświętszego Zbawiciela (San Salvatore) zlokalizowanym w Starym Mieście Jerozolimy. Rozpoczęcie projektu zostało oficjalnie ogłoszone 10 marca 2013 r. przez Pierbattistę Pizzaballę, ówczesnego Kustosza Ziemi Świętej. Prace budowlane nad muzeum rozpoczęły się w 2018 r., a publiczne otwarcie zaplanowano na 2027 r.
Muzeum Sztuki i Historii Ziemi Świętej będzie prezentować dziedzictwo artystyczne i kulturowe zachowane przez Kustodię Ziemi Świętej od średniowiecza do czasów współczesnych. Oczekując na otwarcie muzeum, zbiory te były prezentowane publiczności na całym świecie podczas kilku wystaw, przede wszystkim we Francji w Pałacu Wersalskim w 2013 r. oraz w Lizbonie w Muzeum Calouste Gulbenkiana w 2023 r.
Zbiory muzeum prezentowane będą w trzech sekcjach:
- W części poświęconej sztuce wschodniego chrześcijaństwa zaprezentowane zostaną ikony, tekstylia, biżuteria i przedmioty z masy perłowej. Ta część muzeum pokaże siłę więzi jakie łączą Kustodię Ziemi Świętej z miejscową ludnością, a także bogactwo dziedzictwa rzemiosła palestyńskiego[17].

- W dziale Historia i Misje Kustodii Ziemi Świętej zaprezentowany zostanie zbiór obiektów związanych z obecnością franciszkanów w Ziemi Świętej od XIII wieku. Zostaną zaprezentowane cenne paramenty liturgiczne z okresu krzyżowców[18], bogaty zbiór narzędzi i przedmiotów z dawnej apteki klasztornej[19], dokumenty i rękopisy z archiwum Kustodii Ziemi Świętej oraz szereg obiektów związanych z Zakonem Rycerskim Grobu Bożego w Jerozolimie[20].

- W części nazwanej „Skarbiec Grobu Świętego” zaprezentowane będą wota i dary przekazywane Kustodii Ziemi Świętej na przestrzeni wieków przez licznych władców katolickich. To wyjątkowe dziedzictwo obejmuje dzieła sztuki ze srebra, tekstylia[21] i meble przeznaczone do użytku podczas kultu lub do dekoracji przestrzeni religijnych, przesłane przez przywódców takich jak Filip II z Hiszpanii, Ludwik XIV z Francji, Jan V z Portugalii, Karol III z Neapolu i Maria Teresa z Austrii[22].

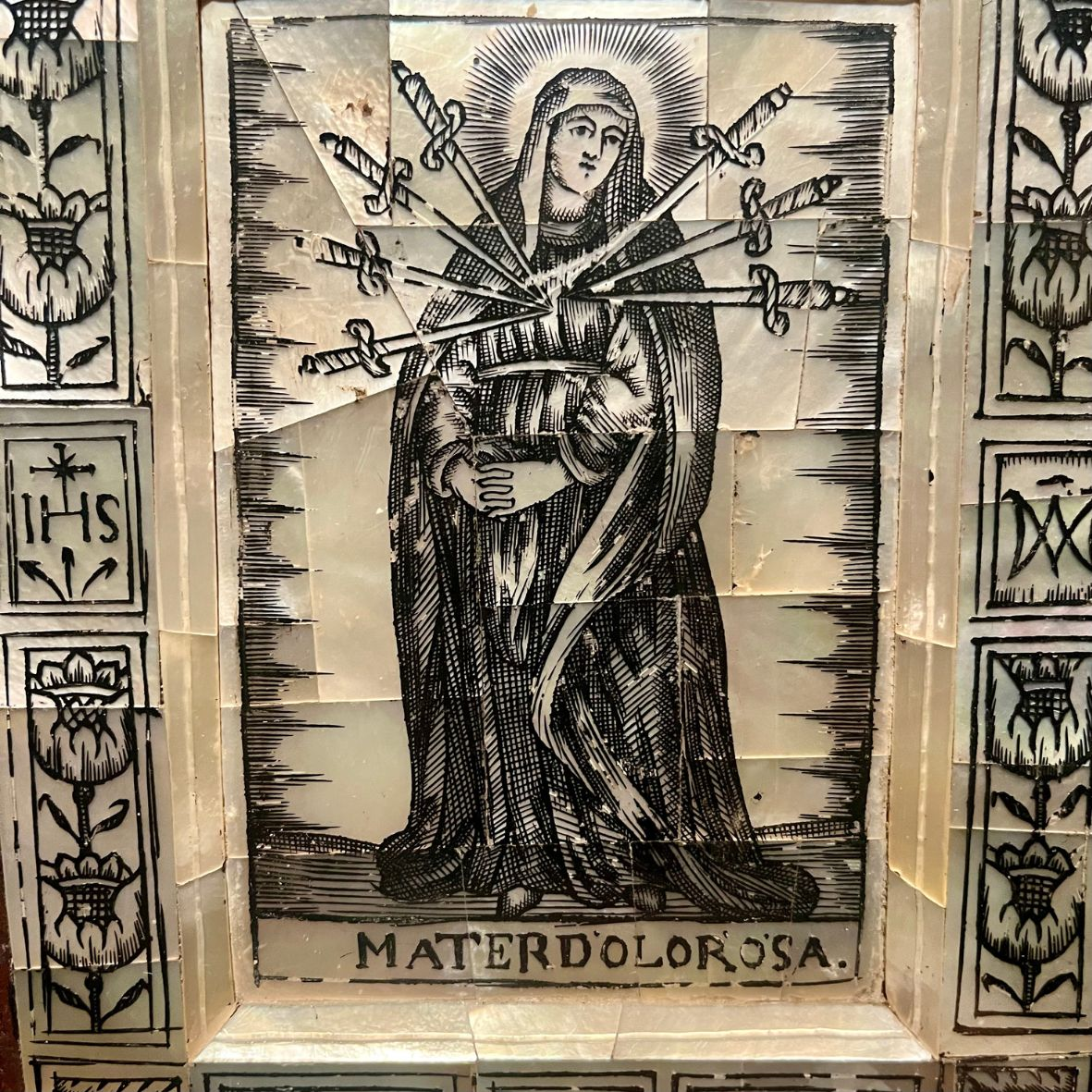
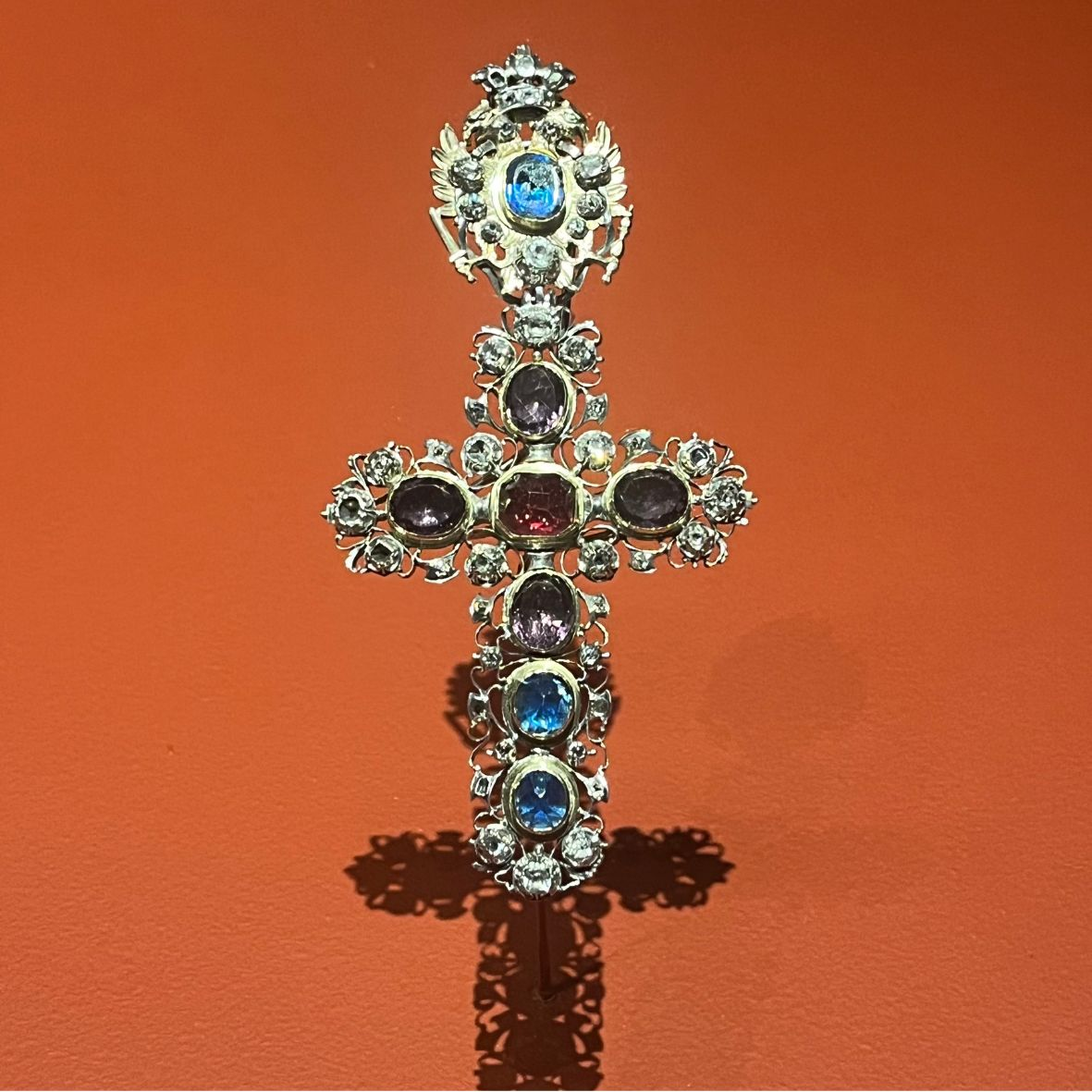
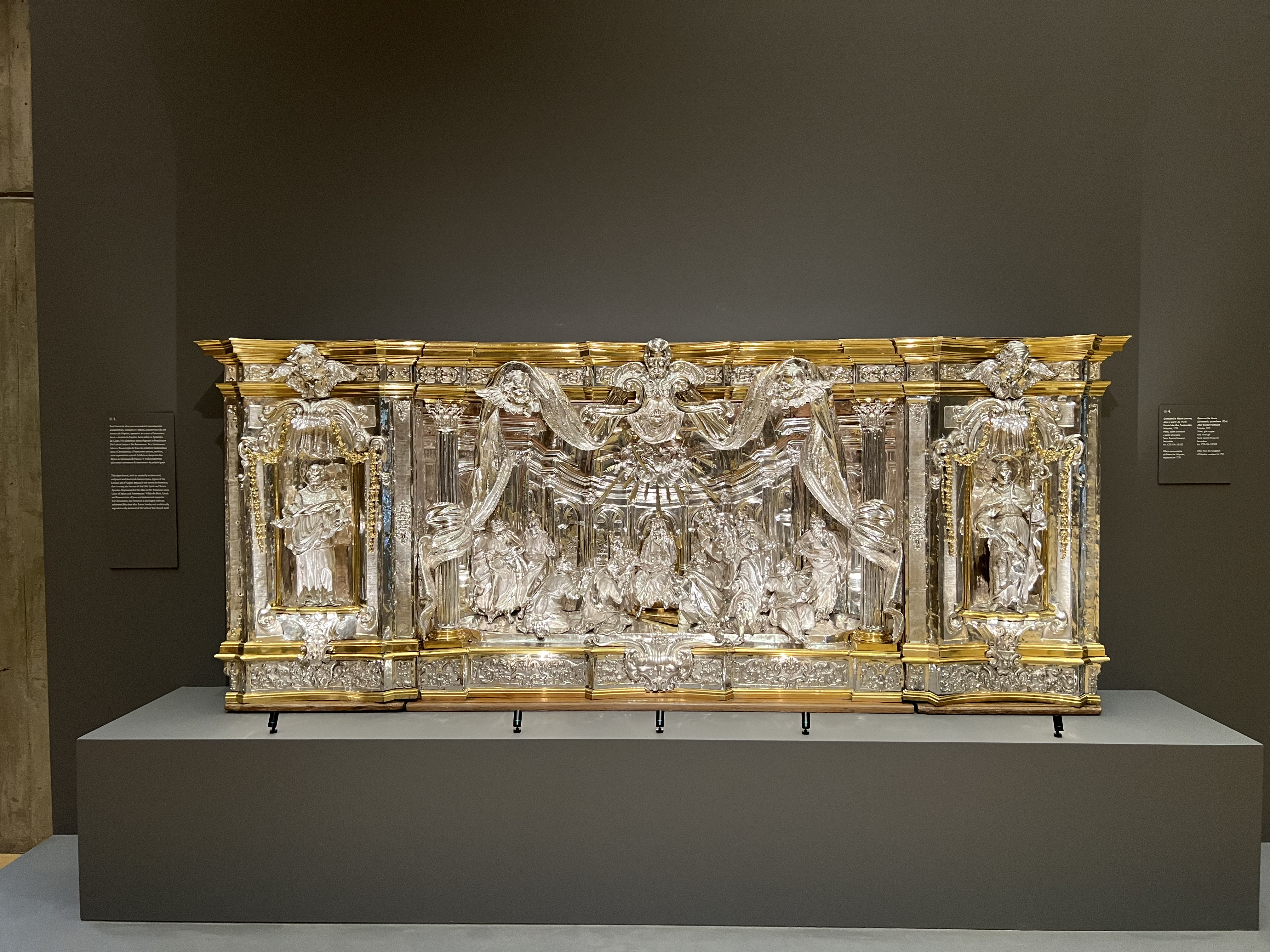
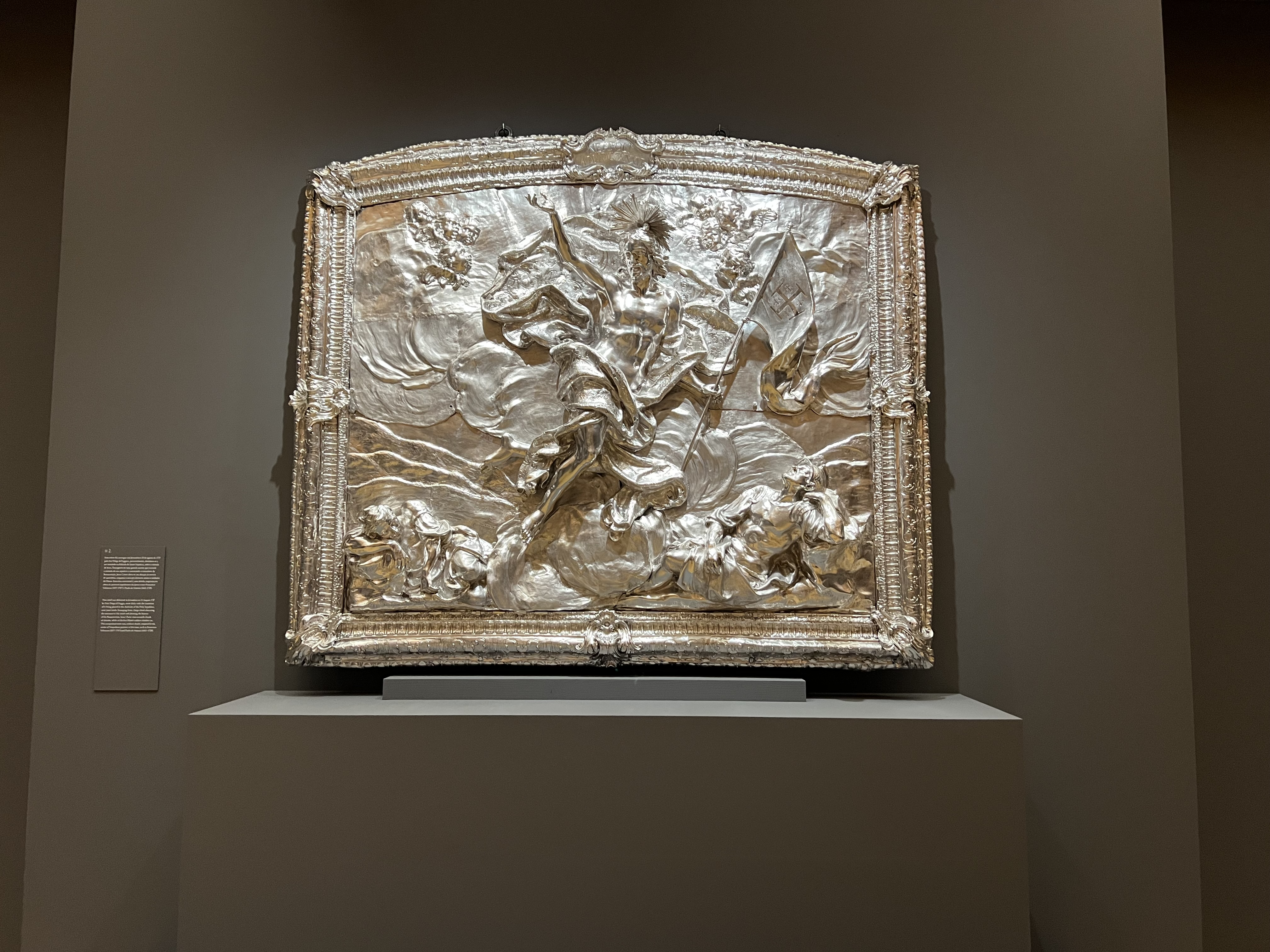
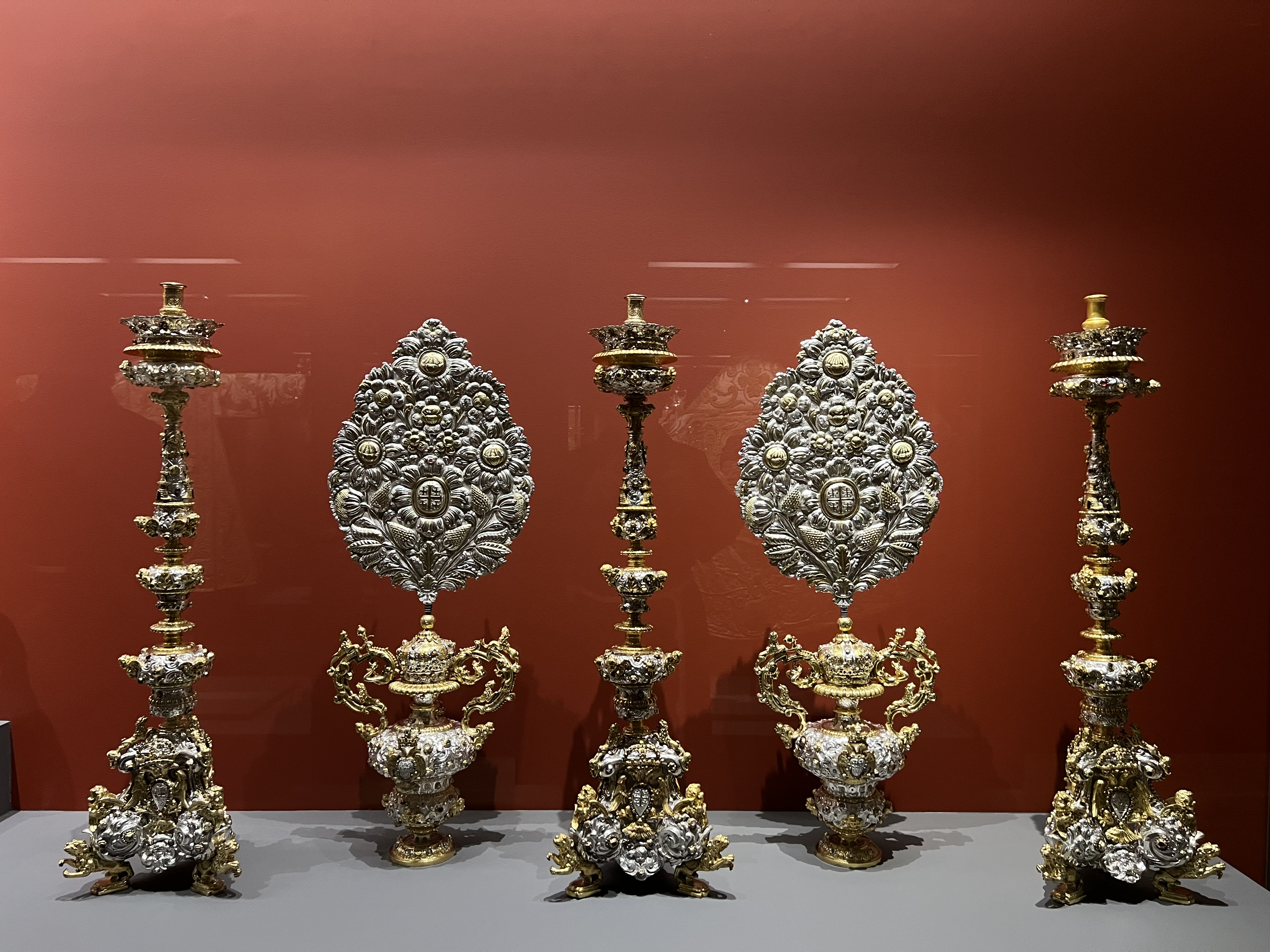
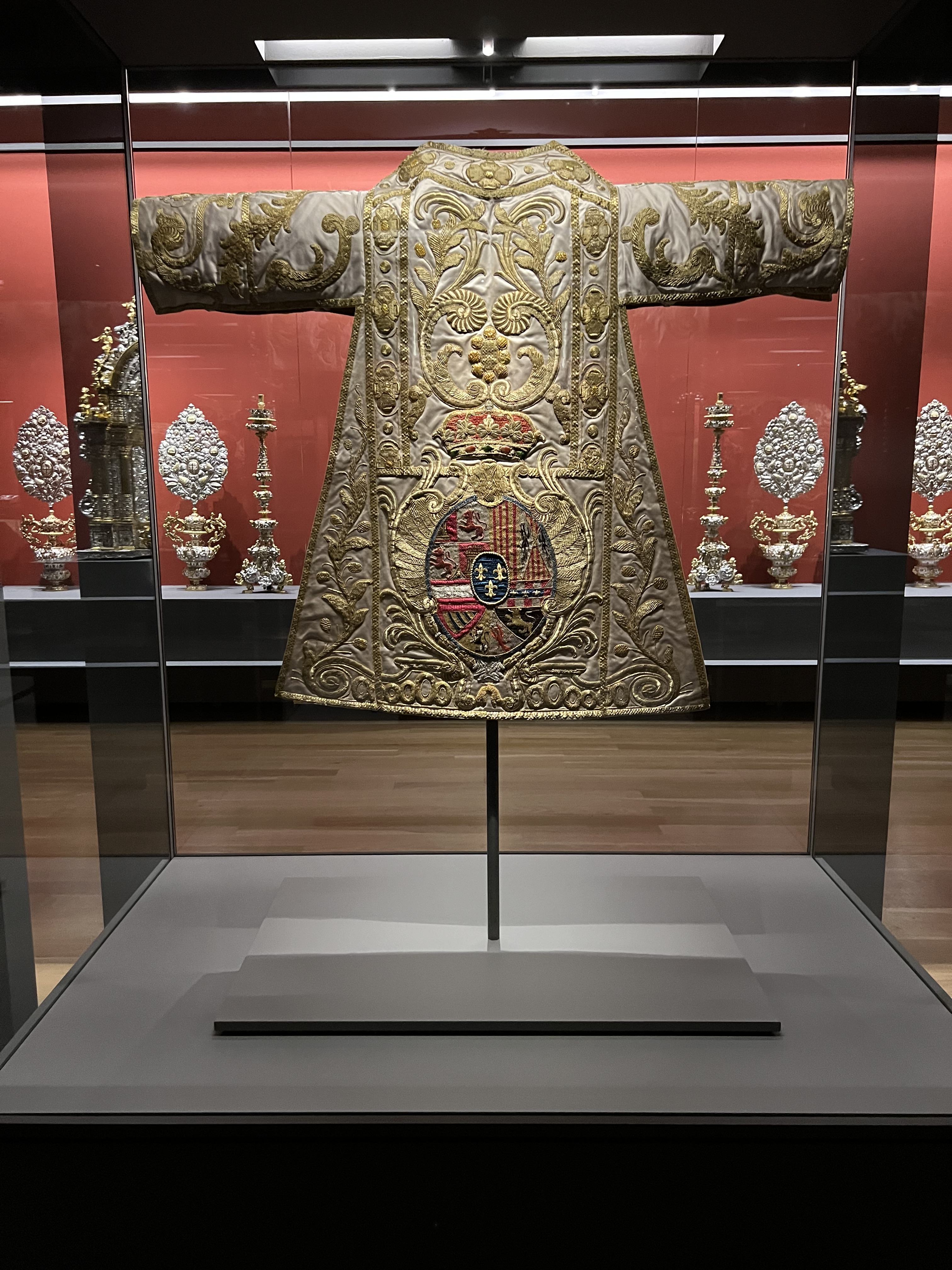

## Wybrane wystawy ze zbiorami muzealnymi
- 1925: Esposizione Missionaria Vaticana, Watykan, Rzym[23]
- 1992: Genova nell’Età Barocca, Galleria Nazionale di Palazzo Spinola, Genua, Włochy
- 1995: Die Reise nach Jerusalem, Gmina Żydowska w Berlinie, Berlin, Niemcy[24]

- 1997: The Glory of Byzantium, Metropolitan Museum of Art, Nowy Jork, Stany Zjednoczone Ameryki[25]
- 1997: Voir Jérusalem, Pèlerins, Conquérants, Voyageurs, Inalco, Paryż, Francja[26]
- 1999: Knights of the Holy Land – The Crusader Kingdom of Jerusalem, Muzeum Izraela, Jerozolima[27]
- 2000: In Terrasanta. Dalla Crociata alla Custodia dei Luoghi Santi, Palazzo Reale, Mediolan, Włochy[28]
- 2003: Il Medioevo europeo di Jacques Le Goff, Galleria Nazionale, Parma, Włochy[29]
- 2005: Made In Belgium, Bruksela, Belgia[30]
- 2006: L’uomo del Rinascimento. Leon Battista Alberti e le Arti a Firenze tra Ragione e Bellezza, Palazzo Strozzi, Florencja, Włochy
- 2007: Dead Sea Scrolls & Birth of Christianity, Seul, Korea Południowa[31]
- 2010: Une chapelle pour le roi, Pałac Wersalski, Wersal, Francja[32]
- 2013: Trésor du Saint Sépulcre, Pałac Wersalski, Wersal, Francja[33]
- 2014: Barocco dal Santo Sepolcro, Galleria Canesso, Lugano, Szwajcaria[34]
- 2015: Hong Kong (Hadavar Yeshiva), Hadavar Yeshiva (for the Nations), Nowe Terytoria, Hong Kong
- 2015: L’arte di Francesco, Galleria dell’Accademia, Florencja, Włochy[35]
- 2016: Arte sacra contemporanea, Montevarchi, Włochy[36]
- 2016: Jerusalem 1000–1400. Every people under heaven, Metropolitan Museum of Art, Nowy Jork, Stany Zjednoczone Ameryki[37]
- 2017: Chrétiens d’Orient, 2000 ans d’histoire, Institut du Monde Arabe, Paryż, Francja[38]
- 2017: Souffle sur la création, kościół Saint Germain l’Auxerrois, Paryż, Francja[39]
- 2019: The Radziwills. History and legacy of the princes, Muzeum Narodowe, Wilno, Litwa[40]
- 2023: Treasures from Kings: Masterpieces from the Terra Sancta Museum, Museu Calouste Gulbenkian, Lizbona, Portugalia[41]
- 2024: Tesouros de Xerusalén en Santiago. Doazóns reais á Custodia franciscana de Terra Santa, Fundación Cidade da Cultura de Galicia, Santiago di Compostela, Hiszpania[42]
- 2024: Il Tesoro Di Terrasanta. La bellezza del Sacro: l'Altare dei Medici e i doni dei Re, Museo Marino Marini, Florencja, Włochy[43]